# Vuelta a Castilla y León 1996
La Vuelta a Castilla y León 1996, undicesima edizione della corsa, si svolse dal 4 all'8 agosto su un percorso di 890 km ripartiti in 5 tappe, con partenza a Valladolid e arrivo a Villablino. Fu vinta dall'italiano Andrea Peron della Motorola davanti al tedesco Udo Bölts e allo spagnolo Íñigo Cuesta.

## Tappe
| Tappa  | Data     | Percorso                   | km  | Vincitore di tappa   | Leader cl. generale |
| ------ | -------- | -------------------------- | --- | -------------------- | ------------------- |
| 1ª     | 4 agosto | Valladolid > Valladolid    | 180 | Andrea Peron         | Andrea Peron        |
| 2ª     | 5 agosto | Aranda de Duero > Palencia | 169 | Sergej Smetanin      | Andrea Peron        |
| 3ª     | 6 agosto | Palencia > Zamora          | 198 | Mariano Moreda Rubio | Andrea Peron        |
| 4ª     | 7 agosto | Zamora > León              | 195 | Marcel Wüst          | Andrea Peron        |
| 5ª     | 8 agosto | León > Villablino          | 148 | Udo Bölts            | Andrea Peron        |
| Totale | Totale   | Totale                     | 890 |                      |                     |

## Dettagli delle tappe

### 1ª tappa
- 4 agosto: Valladolid > Valladolid – 180 km

| Pos. | Corridore    | Squadra  | Tempo    |
| ---- | ------------ | -------- | -------- |
| 1    | Andrea Peron | Motorola | 3h58'27" |
| 2    | Kiko García  | ONCE     | s.t.     |
| 3    | Udo Bölts    | Telekom  | s.t.     |

| Pos. | Corridore    | Squadra  | Tempo |
| ---- | ------------ | -------- | ----- |
| 1    | Andrea Peron | Motorola |       |

### 2ª tappa
- 5 agosto: Aranda de Duero > Palencia – 169 km

| Pos. | Corridore        | Squadra     | Tempo    |
| ---- | ---------------- | ----------- | -------- |
| 1    | Sergej Smetanin  | Santa Clara | 4h38'53" |
| 2    | Marcel Wüst      | Mx Onda     | s.t.     |
| 3    | Max van Heeswijk | Motorola    | s.t.     |

| Pos. | Corridore    | Squadra  | Tempo |
| ---- | ------------ | -------- | ----- |
| 1    | Andrea Peron | Motorola |       |

### 3ª tappa
- 6 agosto: Palencia > Zamora – 198 km

| Pos. | Corridore            | Squadra     | Tempo    |
| ---- | -------------------- | ----------- | -------- |
| 1    | Mariano Moreda Rubio | Kelme       | 5h44'44" |
| 2    | Sergej Smetanin      | Santa Clara | s.t.     |
| 3    | Aart Vierhouten      | Rabobank    | s.t.     |

| Pos. | Corridore    | Squadra  | Tempo |
| ---- | ------------ | -------- | ----- |
| 1    | Andrea Peron | Motorola |       |

### 4ª tappa
- 7 agosto: Zamora > León – 195 km

| Pos. | Corridore              | Squadra     | Tempo    |
| ---- | ---------------------- | ----------- | -------- |
| 1    | Marcel Wüst            | Mx Onda     | 5h07'53" |
| 2    | Asier Guenetxea Sarain | Euskadi     | s.t.     |
| 3    | Godert de Leeuw        | Foreldorado | s.t.     |

| Pos. | Corridore    | Squadra  | Tempo |
| ---- | ------------ | -------- | ----- |
| 1    | Andrea Peron | Motorola |       |

### 5ª tappa
- 8 agosto: León > Villablino – 148 km

| Pos. | Corridore         | Squadra  | Tempo    |
| ---- | ----------------- | -------- | -------- |
| 1    | Udo Bölts         | Telekom  | 3h48'02" |
| 2    | Andrea Peron      | Motorola | s.t.     |
| 3    | Francisco Cabello | Kelme    | s.t.     |

| Pos. | Corridore    | Squadra  | Tempo     |
| ---- | ------------ | -------- | --------- |
| 1    | Andrea Peron | Motorola | 22h57'10" |
| 2    | Udo Bölts    | Telekom  | s.t.      |
| 3    | Íñigo Cuesta | ONCE     | a 7"      |

## Classifiche finali

### Classifica generale
| Pos. | Corridore    | Squadra               | Tempo     |
| ---- | ------------ | --------------------- | --------- |
| 1    | Andrea Peron | Motorola              | 22h57'10" |
| 2    | Udo Bölts    | Team Deutsche Telekom | s.t.      |
| 3    | Íñigo Cuesta | ONCE                  | a 7"      |